# Vasad
Vasad è un comune dell'Ungheria di 1.732 abitanti (dati 2007) situato nella contea di Pest, nell'Ungheria settentrionale.